# Katherine Bell
Katherine Briana Bell (San Diego, 5 marzo 1993) è una pallavolista statunitense, opposto delle Criollas de Caguas.

## Caratteristiche tecniche
Inizia la sua carriera nel ruolo di centrale, alternandolo nel tempo con quello di opposto, nel quale si disimpegna a tempo pieno dopo la conclusione della sua carriera universitaria.

## Carriera

### Club
La carriera pallavolistica di Katherine Bell inizia nei tornei scolastici statunitensi, giocando per la North Mesquite HS. Terminate le scuole superiori, entra a far parte della squadra di pallavolo femminile della Texas, prendendo parte alla Division I NCAA dal 2011 al 2014: oltre ad aggiudicarsi il titolo del 2012, raggiunge altre due volte la Final 4 ed ottiene diversi riconoscimenti individuali.
Nella stagione 2015-16 firma il suo primo contratto professionistico all'estero, ingaggiata dal GS Caltex Seoul nella V-League sudcoreana, dove, nonostante il quarto posto finale, viene premiata come miglior centrale; al termine degli impegni con la formazione asiatica, nel marzo 2016 firma per il finale di stagione con le Gigantes de Carolina, franchigia della Liga de Voleibol Superior Femenino.
Nel campionato 2016-17 gioca in Turchia, disputando la Voleybol 1. Ligi col Manisa BB, mentre in quello seguente gioca sempre nel campionato cadetto turco, ma col Balıkesir BB; al termine degli impegni col club turco, approda nelle Filippine, dove partecipa alla PSL Grand Prix Conference 2018 col Petron, conquistando il torneo. Nella stagione 2018-19 gioca nella Chinese Volleyball Super League con l'Henan; torna quindi nuovamente al Petron per la PSL Grand Prix Conference 2019, aggiudicandosi nuovamente il torneo, e 2020.
Fa ritorno in Voleybol 1. Ligi nel campionato 2020-21, questa volta difendendo i colori del Bolu, con cui conquista la promozione in Sultanlar Ligi. Dopo aver partecipato alla Liga de Voleibol Superior Femenino 2021 con le Leonas de Ponce, senza peraltro aver giocato l'intero torneo a causa di un infortunio, nel campionato seguente torna a giocare in V-League, questa volta selezionata attraverso un draft dallo Pink Spiders. Partecipa quindi alla Liga de Voleibol Superior Femenino 2022, stavolta indossando la casacca delle Criollas de Caguas, senza tuttavia concludere l'annata.
Nella stagione 2022-23 torna in Turchia, questa volta militando in Sultanlar Ligi, per difendere i colori del Galatasaray; svincolata a dicembre, firma all'inizio del 2023 per il Korea Expressway, disputando la seconda parte della V-League 2022-23 e vincendo lo scudetto. Nella stagione seguente milita nella Chinese Volleyball Super League con il neonato Jiangxi; conclusi gli impegni con la formazione cinese, torna in patria per disputare la Pro Volleyball Federation 2024 con le Vegas Thrill.
Torna poi in patria per prendere parte all'Athletes Unlimited 2024 e alla prima edizione della League One Volleyball, indossando la casacca della LOVB Austin, con cui vince il titolo nazionale. Conclusi gli impegni in patria, torna a indossare la casacca delle Criollas de Caguas per i play-off scudetto della Liga de Voleibol Superior Femenino 2025, vincendo anche in questo caso il titolo nazionale.

## Palmarès

### Club
- NCAA Division I: 1

2012
- PSL Grand Prix Conference: 2

2018, 2019
- Campionato sudcoreano: 1

2022-23
- LOVB: 1

2025
- Campionato portoricano: 1

2025

### Premi individuali
- 2013 - NCAA Division I: Lincoln Regional All-Tournament Team
- 2014 - All-American Second Team
- 2014 - NCAA Division I: Minneapolis Regional All-Tournament Team
- 2016 - V-League: Miglior centrale